# Ядерний обмін

Без'ядерна зона
Ядерний клуб
Ядерний обмін
Учасники договору про нерозповсюдження ядерної зброї

Ядерний обмін (англ. Nuclear sharing) — концепція політики «ядерного стримання» серед країн-учасниць Північноатлантичного альянсу та країн-партнерів.
Нині тільки три члени НАТО володіють ядерною зброєю: Сполучені Штати, Сполучене Королівство і Франція, з найбільшим ядерним потенціалом у Сполучених Штатів. Американські боєголовки розміщені у деяких американських союзників.
| Країна     | База           | Приблизна кількість | Тип |
| ---------- | -------------- | ------------------- | --- |
| Бельгія    | Кляйне-Брогель | 10~20               | B61 |
| Німеччина  | Бюхель         | >=20                | B61 |
| Італія     | Авіано         | 50                  | B61 |
| Італія     | Геді           | 20~40               | B61 |
| Нідерланди | Волкел         | 10~20               | B61 |
| Туреччина  | Інджирлік      | 50~90               | B61 |
| 5 країн    | 6 баз          | 160~240             | B61 |